# Konstantinos Kouis
Konstantinos „Dinos“ Kouis (griechisch Κωνσταντίνος „Ντίνος“ Κούης, * 5. Juni 1955 in Thessaloniki) ist ein ehemaliger griechischer Fußballspieler.

## Spielerkarriere
Kouis spielte seine gesamte Karriere bei einem Verein: Aris Thessaloniki. Kouis war von 1975 bis Anfang der 1990er Jahre (1991) bei Aris tätig. Der Mittelfeldspieler konnte in dieser langen Zeit, mit den Mannen aus Thessaloniki, jedoch keinen Titel erringen. Er beendete seine Karriere 1991.
International spielte er 33 Mal für Griechenland und erzielte dabei sieben Tore. Er nahm an der Fußball-Europameisterschaft 1980 in Italien teil und wurde bei allen drei Gruppenspielen eingesetzt.

## Nach der Spielerkarriere
Kouis trainierte diverse unterklassige griechische Klubs wie Anagennisis Giannitsa, Olympiakos Volos, AO Kerkyra, Anagennisi Karditsa oder Agrotikos Asteras.